# Pseudobulweria rupinarum
El petrel de Santa Elena mayor (Pseudobulweria rupinarum) es una especie extinta de ave Procellariiformes de la familia Procellariidae que vivía en el océano Atlántico sur. Criaba únicamente en la isla de Santa Elena. Probablemente se extinguió debido al exceso de caza realizado por los humanos poco después del descubrimiento de la isla en 1502. Fue clasificado en la Lista Roja de la UICN en 1988 y se confirmó su extinción en 2004. 